# Admiralty List of Lights and Fog Signals
De Admiralty List of Lights and Fog Signals is een reeks boeken die informatie bevatten over vuurtorens, lichtschepen en verlichte, drijvende, bakens groter dan 8 meter. De serie bevat eveneens gegevens over mistsignalen en wordt uitgegeven door de United Kingdom Hydrographic Office.
De boeken vermelden van ieder licht: het internationaal nummer, de locatie of naam, de geografische coördinaten, de karakteristieken van de lichten en de mistsignalen, de elevatie, de zichtbaarheid en een omschrijving van de structuren.
Anno 2013 is er ook een digitale versie beschikbaar van de Admiralty List of Lights and Fog Signals.